# An Escape from a Box (Fuga dall'involucro)
An Escape from a Box (Fuga dall'involucro) è il secondo album dei Circus 2000, pubblicato dalla Ri-Fi Records nel 1972.

## Tracce
Brani composti da Vermar (Marinco Rigaldi) e da Visir (Alessandro Colombini)
Lato A
1. Hey Man – 6:15
2. You Aren't Listening – 4:58
3. Our Father – 6:12

Durata totale: 17:25
Lato B
1. Need – 8:36
2. When the Sun Refuses to Shine – 7:42

Durata totale: 16:18

## Musicisti
- Silvana Aliotta - voce, percussioni
- Marcello ''Spooky'' Quartarone - chitarra elettrica, chitarra acustica, voce
- Gianni Bianco - basso, voce
- Franco ''Dede'' Lo Previte - batteria